# Wahlenbergia paucidentata
Wahlenbergia paucidentata är en klockväxtart som beskrevs av Schinz. Wahlenbergia paucidentata ingår i släktet Wahlenbergia och familjen klockväxter. Inga underarter finns listade i Catalogue of Life.